# Victor Turner
Victor Witter Turner (Glasgow, Escòcia, 28 de maig de 1920 - Charlottesville, Virgínia, EUA, 18 de desembre de 1983) fou un antropòleg i sociòleg escocès. Fou un pioner en el desenvolupament de la disciplina antropològica, destacant en el camp dels símbols i els rituals. 

## Biografia i carrera professional
Fill de pare enginyer electrònic i de mare actriu teatral, l'antropòleg parlà en algunes de les seves obres de quina influència van tenir les carreres professionals dels seus pares al llarg de la seva vida i la seva producció teòrica, que oscil·la entre les arts i les ciències. Al 1931 després del divorci dels seus pares, va a viure al sud d'Anglaterra amb els seus avis, on va ser educat. En aquests anys va desenvolupar interès cap a la literatura, l'esport i les ciències. Amb 18 anys va ingressar al University College de Londres on va començar a estudiar literatura i poesia però l'any 1939 degut a l'esclat de la Segona Guerra Mundial, els seus estudis van quedar interromputs i va haver d'unir-se a l'exèrcit tot i que no va combatre. Contreu matrimoni l'any 1943 amb Edith Brockslesby Davis i tenen dos fills. Edith la seva dona també fou una antropòloga destacada que anava amb ell a fer treball de camp i part de la seva obra se centra en el desenvolupament del concepte de communitas.
Més tard va reprendre els seus estudis a la mateixa universitat que havia assistit i té contacte amb diverses personalitats; antropòlegs pioners de l'època com Edmund Leach, Radcliffe-Brown, Raymond Firth i Daryll Forde. Després de graduar-se l'any 1949 es va mudar a Manchester on va començar els seus estudis de postgrau al departament d'Antropologia, allà va tenir el seu primer contacte amb Max Gluckman que dirigia llavors un institut del govern que fou marc de la investigació de molts antropòlegs, entre ells Victor Turner.
El 1957 publica la seva tesi doctoral, fruit dels treballs de camp amb els Ndembu, a l'actual Zambia, on va viure amb la seva família entre 1951 i 1954. La tesi planteja conceptes que trencarien amb el corrent més clàssic del funcionalisme estructural. Vol comprendre i estudiar la vida i els processos socials més obertament, obrint camí cap a una interpretació simbòlica, que més tard ell mateix anomena antropologia de l'experiència.
L'any 1967 publica La selva de los símbolos, primera obra traduïda al castellà i on posa el focus a la vida ritual del poble Ndembu, tractant els rituals i els símbols que s'associen, no ja com un complement de la estructura social sinó com imprescindibles per entendre el món del Ndembu i la seva manera de viure i ser-hi i per comprendre els processos socials i humans en general.
El 1968 es trasllada a Chicago per treballar a la Universitat, on viurà fins a la seva mort al 1983, ampliant els seus estudis a d'altres camps, relacionant les seves experiències al continent Africà amb fenòmens culturals més propers.
Amb la publicació l'any 1969 de El Proceso Ritual desenvolupa dues nocions, liminalitat i communitas, categories que es faran servir en estudis antropològics i també d'altres disciplines. Amb la liminalitat Turner explica el ritual de pas com un procés que es desenvolupa en tres etapes, la preliminal, la liminal i la posliminal, en elles l'individu canvia el seu estatus social. El concepte communitas explica el resultat del pas per l'etapa liminal dintre del procés ritual. El postulat metodològic de Turner consisteix en unir la història i l'antropologia per entendre els canvis socioculturals d’una comunitat a través dels símbols rituals.
El 1978 publica juntament amb Edith Turner Imagen y Peregrinación en la Cultura Cristiana, es concentraran durant anys en els pelegrinatges com processos socials que afavoreixen la communitas. Viuran experiències a Mèxic que els van marcar de manera que durant molt de temps tornaven cada any a participar en pelegrinatges a diferents llocs del món.
En els últims temps va aprofundir a la seva vessant artística, desenvolupant vincles amb l'art escènic experimental, amb el ritual i el seu concepte de drama social. Amb la publicació de una de les seves darreres obres, From Ritual to Theatre al 1982 explica la importància del concepte d’experiència.
Anys després de la seva mort, la seva dona Edith va publicar algunes obres on es reuneixen els seus assajos i articles, alguns d’ells inèdits. Algunes d’aquestes son The Anthropology of Performance del 1986 o The Anthropology of the Experience del mateix any.
Victor Turner fou un pensador obert i la seva vida va ser d'alguna manera una metàfora dintre de la disciplina, inspirant l'estudi del fenomen humà des de la simbologia.

## Context històric
Per entendre el context històric on es van desenvolupar les teories i els pensaments de Turner i dels seus contemporanis cal ubicar-lo també dins de l'escenari general. Al final de les dues guerres mundials Europa va patir totes les conseqüències econòmiques i polítiques resultants dels diversos conflictes que, en els trenta anys precedents, van minar la tranquil·litat global. Tanmateix, a partir del començament de les tensions entre EE.UU i la Unió Soviètica (1947) fins al final de la Guerra Freda (1989), citant les paraules de Roberto Mesa: “Europa ha sido un objeto, una baza a jugar, en las relaciones rusoamericanas”. L’impacte de tals problemàtiques es va reflectir sobre la població creant un ambient de por i temor, durant el qual Europa va conèixer el seu període de major decaïment.
Entre les característiques més rellevants d'aquest període trobem: l'hegemonia de les dues superpotències, que van delimitar les seves respectives àrees d'influència molt ràpidament; la fomentació del risc nuclear i la proliferació de conflictes armats localitzats. Les dues part antagòniques van continuar amenaçant-se constantment fins que, el 9 de novembre de 1989, després de la victòria capitalista, es va determinar el futur de moltes persones i, en concomitància, es van obrir les portes del Mur de Berlín que: “(..) era el fermall final a la Guerra Freda, un procés que havia iniciat Gorbachov a la Unió Soviètica amb la seva perestroika i que s'havia estès com un aire de llibertat per tota l’Europa de l'Est”.
L'entrada del Regne Unit dins de la Unió Europea és un element clau per entendre el desenvolupament cultural d'aquella època. Així, gràcies a les negociacions entre els diferents estats i després d'un llarg procés, l'1 de gener de 1973, el Regne Unit entra a la CEE (Comunitat Econòmica Europea) -amb Dinamarca i Irlanda- donant el pas llavors a una xarxa de relacions econòmiques amb els països que també hi van adherir. Parlant de l'escola britànica, el seu començament se situa aproximadament l'any 1922. Aquesta ha estat en el llarg del temps una de les escoles més prolíferes dins de l'àmbit antropològic. Seguint l'opinió de John Gledhill expressada en La antropología social en la tradición britànica i entenent que el Regne Unit fou ser la “mare” de l'antropologia social, els reals fundadors de l'escola britànica van ser Malinowski (al qual devem el treball de camp i la derivant tècnica d’observació participant) i Redcliffe-Brown amb les seves obres més importants, així com el fundadors de l'estructural-funcionalisme anglès. Tot i així, encara que la influència francesa a l'escola britànica pugui ser bastant evident -sobretot per les aportacions de Durkheim i Mauss-, els autors anglesos es van relacionar poc amb els altres intel·lectuals europeus o, almenys no va ser fins als anys vuitanta que van posar en contacte les escoles i els intel·lectuals de l'antropologia.
Tal com diuen Bohannan i Grazler, citats per Marzal, Turner va viure durant una època fructífera de l’antropologia, una en la qual van emergir noves corrents teòriques, nous plantejaments que per la gran varietat de temes tractats i desenvolupats, molt sovint, són difícils de classificar. Durant els últims anys de la dècada dels cinquanta, els interessos principals dels intel·lectuals eren l'antropologia social britànica, l'antropologia cultural, psicocultural i evolucionista nord-americana. Van ser aquestes temàtiques o, més ben dit, les reflexions sobre la seva veracitat la que va permetre, durant els anys seixanta (recordem que l'obra La selva de los símbolos va ser publicada al 1967), l'aparició dels moviments que van caracteritzar tot aquell període: l'antropologia simbòlica -en la qual el màxim exponent va ser el mateix Victor Turner-, l'ecologia cultural i l'estructuralisme.

## Context teòric
És difícil de calcular l'extensió teòrica del que anomenem antropologia simbòlica, perquè sota aquest terme s’inclouen molts -i variats- antropòlegs, influenciats per altres disciplines, principalment per la psicología. Tant Vallverdú com Wright, i també Reynoso en certa manera, identifiquen la psicología de l’inconscient i la sociología del coneixement com les principals influències de l’antropologia simbòlica. Victor Turner, “autor essencial per al desenvolupament de l’antropología simbòlica des d’una vertent eminentment empirista i experiencialista”, recurreix, en el que és, probablement, el seu llibre més conegut, als estudis de Carl Jung relacionats amb el simbolisme, reunint “idees disperses” i plantejant “un mètode sistemàtic de l'estudi del simbolisme basat en l’antropologia cultural, el mètode estructuralista i la dinàmica social”. En aquest interessant esquema dinàmic, el símbol (és a dir, la metàfora), apareix com en una “continua metamorfosi però sempre activa”, demostrant “el seu poder i la seva capacitat per modificar privilegiadament els sentiments i el sentit de situació de la persona a la cultura”. Així, el símbol desenvoluparia una funció d’adaptació a la cultura i la societat on l’individu participa i es vol integrar en un imaginari col·lectiu de valors compartits. Sota el paradigma retòric-expressiu, Turner “posa una particular atenció a les «figures liminals», que són els activadors de transició, els catalitzadors de la història”.

## "La selva de los símbolos" (1967)
Al seu llibre més reconegut, titulat La selva de los símbolos, l’antropòleg britànic Victor Turner realitza una anàlisi, predominantment simbòlica, dels rituals i l’imaginari col·lectiu del poble ndembu, el qual es troba al noroest de Zàmbia, país de l’Àfrica Oriental. Aquest llibre, en realitat, es tracta d’una monografia composta per una sèrie d'assaigs i conferències que l’autor va impartir, a més d’alguns textos redactats exclusivament per la seva realització. Aquest es va publicar originalment l’any 1967.
El llibre no conté pròleg però si una introducció de vint pàgines en les que presenta breument a les persones de la societat ndembu, seguidament trobem una divisió en dues parts, la primera que consta de cinc capítols i la segona que consta també de cinc capítols. Trobem també quatre índexs que inclouen il·lustracions, diagrames, autors citats i un índex temàtic, tot això en 455 pàgines, publicades en castellà per la Editorial Siglo XXI.

### Idees principals
Per a Turner, el símbol representa la unitat més petita del ritual, és a dir la última unitat dins el context d’una conducta formal preescrita implicada en un procés social total. Els símbols poden ser observables en tres àmbits diferents: en la seva forma externa, en les interpretacions que en donen els propis professionals religiosos (interpretació “exegètica” des d’un punt de vista emic) i en els seus contextos significatius elaborats a posteriori per l’antropòleg. La propietat fonamental dels símbols rituals es la de “condensació”, mitjançant la qual es pot donar una agrupació de nombrosos significats i accions anàlogues. Dins del símbol existeixen dos pols semàntics, un dels quals mobilitza la emoció i el desig (pol emotiu) i l’altre, el pol normatiu, que representa allò obligatori dins d’una estructura social.
Turner considera que la cultura està íntimament lligada a la dimensió orgànica dels estadis primaris infantils, i que les experiències físiques que tenen els ndembu amb els colors son al mateix temps representacions d’experiències en les relacions socials (vermell=sang materna=vincle entre mare i fill). Així, l’organisme i les seves experiències físiques son, per Turner, la base de tota classificació social. Influenciat per Arnold Van Gennep, Turner defineix el període liminar com un estadi extraestructural d’ambigüitat paradoxal que caracteritza com a regne de la possibilitat pura.
Els processos de curació Ndembu estan fortament relacionats amb els principis de classificació dels seus rituals i de les seves normes morals. En aquest sentit, només existeix un únic ordre còsmic, el qual està format tant per parts visibles i evidents com per parts ocultes, invisibles. La malaltia s’interpreta com una mena de desgràcia, causada per forces místiques que es desenvolupen per agents inconscients.
Encara que alguns tractaments siguin considerats com a quasiracionals, aquests no deriven d’un procés d’aplicació progressiu, acumulatiu, experimental o científic. Des d’aquest punt de vista, segons l’opinió de l’autor, aquests tractaments no ajuden de cap manera a millorar el nivell de salut i de benestar social. L'eficàcia de la curació es deriva completament de l’habilitat del doctor al moment de portar a terme la celebració. De fet, la seva tasca principal és l'estudi de les relacions socials, ja que la major part de les malalties són degudes a uns desequilibris entre els habitants de la comunitat. El coneixement és interpretat com una forma de poder i eleva l'estatus social de l’individu.
Els rituals d'aflicció s’han de veure com una combinació entre teràpia i servei religiós, ja que no es pot traçar una línia divisòria concreta entre la concepció de medicina com a fàrmac i com a símbol ritual. Aquests rituals tenen una funció correctiva respecte a les disputes interpersonals i, per això, són intents de restabliment de l’ordre social. Observant la cerimònia d’iniciació del Mukanda, l’autor inscriu el ritual dins de la categoria que va anomenar rituals de crisis vitals en les que planteja de quina manera la mort simbòlica d’un infant serà transcendental per ell mateix i per tot el grup. El canvi d’estatus d’aquests individus farà que aquest generi noves relacions, implicarà que les mares “perdin” els seus fills i que els lligams entre pares fills i germans uterins es reforcin.
L’antropòleg va aconseguir reconstruir un sistema de relacions socials entre els participants del ritual Mukanda, relacionar-los amb els principis generals subjacents de l'estructura social i mostrar el mukanda com un sistema de costums regit pels mateixos principis dels altres rituals ndembu.
Turner percep i interpreta els símbols com un mitjà de comprensió de l’imaginari i el coneixement del mon humà de qualsevol societat. Entendre i conèixer els símbols el farà entendre i conèixer la societat.